# Бай Кара-Бак
Бай Кара-Бак (кирг. Бай Кара-Бак) — село в Баткенском районе Баткенской области Кыргызстана. Входит в состав Кара-Бакского айылного аймака.

## География
Село расположено в центральной части области, вблизи государственной границы с Таджикистаном, на расстоянии приблизительно 7 километров (по прямой) к северу от города Баткена, административного центра области и района.

## История
Населённый пункт получил статус села 21 апреля 2016 года.

## Население
Согласно оценочным данным Национального статистического комитета Кыргызской Республики, численность населения села на начало 2023 года составляла 582 человека.
| год     | 2020 | 2021 | 2023 |
| ------- | ---- | ---- | ---- |
| человек | 555  | 516  | 582  |